# Khan Kluay
Pour plus de détails, voir Fiche technique et Distribution.
Khan Kluay, ou L'éléphant bleu au Québec (thaï : ก้านกล้วย), est un long métrage d'animation thaïlandais réalisé par Kompin Kemgumnird, sorti en 2006.
Ce dessin animé est le second long métrage d'animation thaïlandais (le premier est Les aventures de Sudsakorn sorti au cinéma en 1979) et c'est aussi le premier long métrage thaïlandais en images de synthèse.

## Synopsis
Le dessin animé se déroule au XVIe siècle, dans l'actuelle Thaïlande. Il raconte l'histoire de Khan Kluay, un éléphant sauvage qui s'est mis au service du Royaume d'Ayutthaya, contre l'envahisseur birman. Khan Kluay finit par devenir l'éléphant de guerre du roi Naresuan.

## Fiche technique
- Titre : Khan Kluay
- Titre original : ก้านกล้วย[3]
- Réalisation : Kompin Kemgumnird
- Scénario : Dummaraporn Phandintong
- Musique : Chatchai Pongprapaphan, Ram Sampath
- Studio de production : Kantana Group
- Société de distribution : Sahamongkolfilm Co.[4]
- Pays d'origine : Thaïlande
- Langue : thaï
- Genre : animation
- Durée :  95 minutes
- Date de sortie : 18 mai 2006

## Distribution

### Voix originales thaï
- Anyarit Pitakkul : Khan Kluay , enfant (ก้านกล้วย ตอนเด็ก)
- Phoori Hiranyapruk : Khan Kluay, jeune adulte (ก้านกล้วย)
- Nawarat Techarathanaprasert : Shaba Kaew , enfant (ชบาแก้ว ตอนเด็ก)
- Worathaya Ninlakhooha (Warattaya Nilkuha (Jui)) : Shaba Kaew, jeune adulte (ชบาแก้ว)
- Pongsak Hiranyapruk (Pangsook Hiranprueck) (พงษ์สุข หิรัญพฤกษ์) : Jitrit, le pigeon (จิ๊ดริด)
- Juree Osiri (ou Ohsiri) : Phang Nouan (พังนวล)
- Nanthana Bunlong : la mère de Khan Kluay, Saeng-Daa (Sang Da) (แสงดา)
- Kohtee Aramboy : Manoke (มะโหนก)
- Ritthideth Ritthichu (ฤทธิเดช ฤทธิชุ : Marong (มะโรง)
- Wiyada Jitmahima (วิยะดา จิตมะหิมา) : Serm (เสริม)
- Putthipan Pornlert (พุทธิพันธ์ พรเลิศ : Bakud (บักอึด)
- Suthep Po-ngam : Mahout (ou cornac) (มะหูด)[5]
- Rong Khaomoonladee (Phijak) (รอง เค้ามูลคดี) : Sing Khon (สิงขร)
- Aekachai Pongsamai (เอกชัย พงศ์สมัย) : Nuang Daeng, l'éléphant de guerre de l'armée d'Hongsa(wadee) (birman) (งวงแดง)
- Vasan Padthong (วสันต์ พัดทอง) : Agent du seigneur féodal d'Hongsa(wadee) (หัวหมู่พม่า)
- Channarong Khuntee-tao (ชาญณรงค์ ขันทีท้าว (ติ๊ก กลิ่นสี)): le commandant d'Hongsa(wadee) (des birmans) (นายกองพม่า)
- Tongchai Khajai (ธงชัย คะใจ) : soldat birman 1 (ทหารพม่า 1)
- Ongart Jiamjaroenpornkul (องอาจ เจียมเจริญพรกุล : soldat birman 2 (ทหารพม่า 2)
- Teerawat Thongjit (ธีระวัฒน์ ทองจิตติ) : soldat birman ivre (ทหารพม่าขี้เมา)
- Boonchalit Chokdeepusit (บุญชลิด โชคดีภูษิต) : Prince Naresuan, enfant (สมเด็จพระนเรศวรมหาราช วัยเด็ก)
- Sumet Ong-Art (สุเมธ องอาจ (สุเมธ & เดอะปั๋ง)) : Roi Naresuan, jeune adulte (สมเด็จพระนเรศวรมหาราช วัยหนุ่ม)
- Sarawut Chareonlarp (สราวุธ เจริญลาภ) : Roi Upracha, enfant (พระมหาอุปราชา) (วัยเด็ก, enfant)
- Klos Utthaseri (Claude Athaseri) (กลศ อัทธเสรี) : Roi Upracha, jeune adulte (พระมหาอุปราชา) (วัยหนุ่ม, adulte, jeune)
- รุ้งรดา เบญจมาธิกุล : พระสุพรรณกัลยา (อดีต)
- ปภัสร์ศมล รุ่งเรือง : ชบาแก้ว (อดีต)
- นพรัตน์ ไม้หอม : ก้านกล้วย (อดีต)
- ใหม่ เสาวภา : พังนวล (อดีต)
- พัชรมัย สุขประเสริฐ : แสงดา (อดีต)

### Voix québécoises
- Aliocha Schneider : Khan Kluay, enfant
- Ludivine Reding : Khan Suay
- Nicolas Charbonneaux-Collombet : Khan Kluay, adulte
- Claude Gagnon : Nerosan
- Catherine Hamann : Nuan
- Hubert Fielden : Tian
- Jean-Marie Moncelet : Sergent Jead / narration

Source : Doublage Québec

## Production

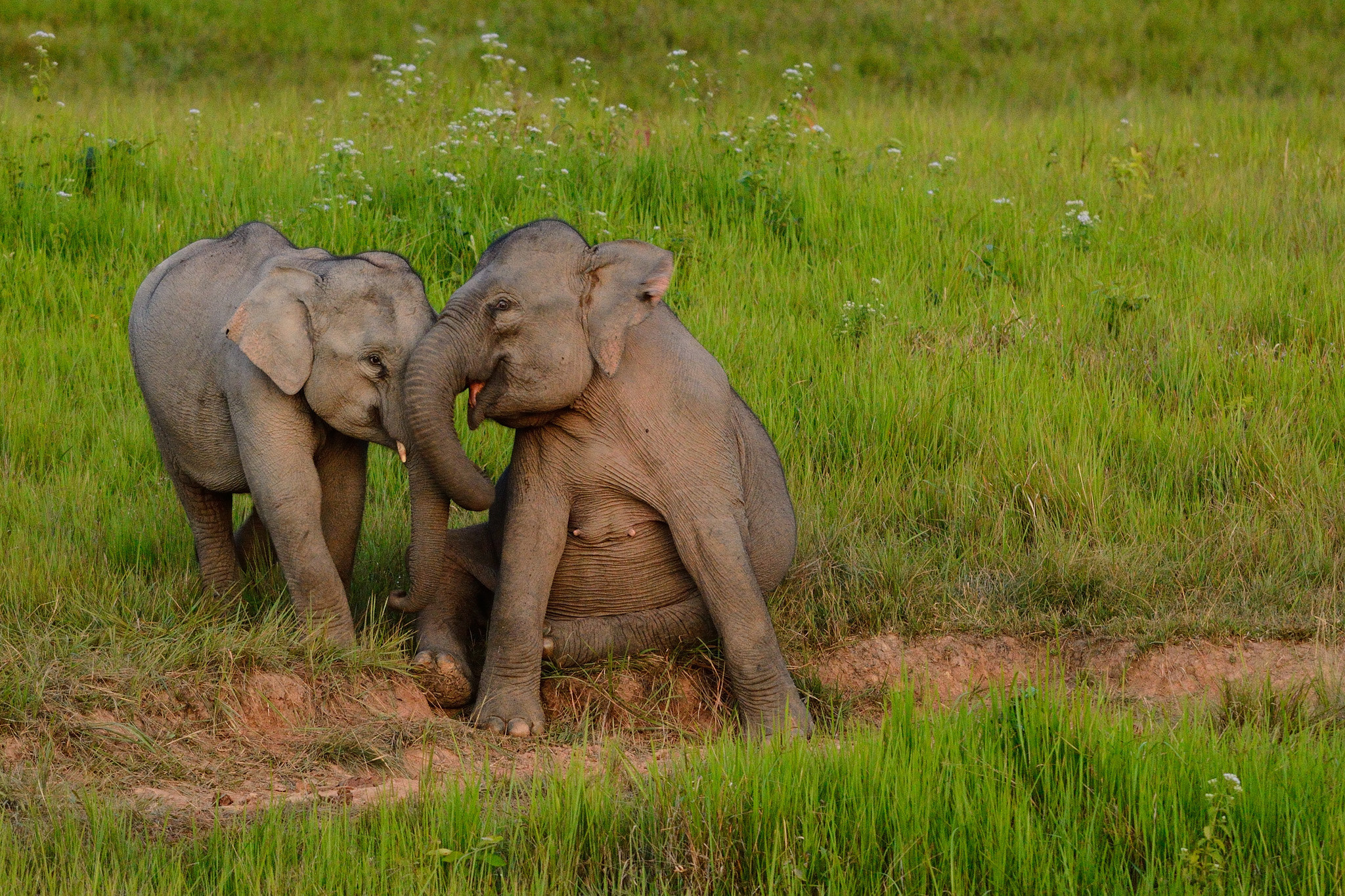
Éléphanteau et sa mère dans le parc national de Khao Yai

Le budget s'élève à environ 150 millions de bahts. Khan Kluay vise un public à la fois thaïlandais et étranger, notamment parce que les concepteurs ne pensaient pas que les recettes des entrées du film en Thaïlande même suffiraient à rembourser le budget important nécessité par sa conception.
La conception de ce dessin animé mobilise une équipe d'une centaine d'artistes et d'animateurs spécialisés dans l'animation numérique. La production dure plus de quatre ans.
Des membres de l'équipe vont faire des repérages à Ayutthaya et au Parc national de Khao Yai afin d'observer les éléphants (leur mode de vie, leur comportement, leurs mouvements, etc.) pour les mettre en scène et les animer de la façon la plus crédible possible.

## Autour du film
En Inde, une version de Khan Kluay doublée en hindi sort sous le titre Jumbo. Aux États-Unis, il sort sous le titre The Blue Elephant (L'Éléphant bleu).
Ce dessin animé est également présenté dans plusieurs festivals internationaux : en avril 2007, il est projeté au Festival international du film pour enfants de Toronto au Canada, et, en novembre 2007, au Festival Asiexpo à Lyon en France.

## Box-office
Khan Kluay est le film thaïlandais qui a remporté le plus de succès en Thaïlande en 2006 : il rapporte environ 91 millions de bahts,.

## Distinctions
En 2007, Khan Kluay remporte quatre prix aux Thailand National Film Association Awards pour la Meilleure image, la Meilleure musique, le Meilleur scénario et le Meilleur son. La même année, il fait partie des films nommés pour le Cristal du meilleur film d'animation au Festival d'Annecy en France.

## Suite et œuvres dérivées
Le succès de Khan Kluay donne lieu à plusieurs œuvres dérivées du film dont une série de dessins animés "Les aventures de Khan Kluay" produite par Kantana Animation Studio et diffusée sur la chaîne 7 (ช่อง 7). Une suite, Khan Kluay 2 (ก้านกล้วย 2), est réalisée par Taweelap Srivuthivong et sort en Thaïlande en 2009,. Ce nouveau dessin animé raconte la suite des aventures de Khan Kluay, désormais au service du roi Naresuan, pendant la guerre entre le Royaume d'Ayutthaya et la Birmanie dirigée par la dynastie Taungû. L'éléphant se trouve partagé entre son devoir guerrier et sa vie de famille avec sa compagne Shaba Kaew et son enfant.
Une série télévisée d'animation, Les Aventures de Khan Kluay, est également réalisée à partir du film.
Un jeu vidéo The Adventures of Khan Kluay est également développé à partir des films.

### Le Piratage
Le 20 juin 2006, plus de 500 professionnels de l'industrie du film et de la musique, suivant l'appel du président de la Fédération de l'Association Nationale du Film (FNFA) Chaiwat Thaweewongsangthong et du président de la société Sahamongkol, Somsak Techarattanaprasert, se rassemblent devant le Parlement pour presser les élus de prendre plus au sérieux le problème du piratage.
Somsak déclare lors de cette manifestation : "Je perds au minimum 10 millions de bahts par film à cause du piratage et dans le cas d'une superproduction telle que Khan Kluay, nous avons même perdu 20 à 30 millions de bahts. Le calcul de nos pertes est vite fait, sachant que Sahamongkol sort au moins un long métrage par mois".
Mais d'autres professionnels ne partagent pas cet avis : Apichatpong Weerasethakul, par exemple, en 2011 au Busan International Film Festival (BIFF), le plus grand festival de films en Corée, se déclare pour le téléchargement illégal, seul alternative selon lui pour contourner la censure des autorités.
1. ↑  « Fiche du film » sur Le SuperClub Vidéotron, consulté le 4 janvier 2015
2. 1 2 3 4 5 6  Animated in Siam, article de Kamol Sukin sur le site The Nation en 2006. Page consultée le 1er mai 2014.
3. ↑  (th) « ก้านกล้วย », sur thaicinema.org (consulté le 6 juillet 2021)
4. ↑  (th) Sahamongkol film, « ก้านกล้วย (Khan Kluay) » (Texte et bande annonce st anglais 3min 18s), sur sahamongkolfilm.com,‎ 18 mai 2006
5. ↑  (en) Sorradithep Supachanya, « Khan Kluay: A Remarkable Exception or the First of Many to Come? », sur thaicinema.org, 27 mai 2006
6. ↑  « Fiche du doublage québécois du film » sur Doublage Québec, consulté le 4 janvier 2015
7. ↑  Page « Release Info » du film sur l'Internet Movie Database. Page consultée le 3 mai 2014.
8. ↑  Page « Trivia » du film sur l'Internet Movie Database. Page consultée le 3 juillet 2011.
9. ↑  (en) Nanat Suchiva, « Playing the part », sur bangkokpost.com, Bangkok Post, 11 février 2017
10. 1 2  Page « Awards » du film sur l'Internet Movie Database. Page consultée le 3 juillet 2011.
11. ↑  (th) « ก้านกล้วย 2 », sur thaicinema.org,‎ 6 juillet 2021
12. ↑  Fiche du film Khan Kluay 2 sur l'Internet Movie Database. Page consultée le 1er mai 2014.
13. ↑  Olivier Cotte, 100 ans de cinéma d'animation, Dunod (édition), 2015, 416 p. (ISBN 978-2-10-072841-1), Thaïlande pp. 355-356.
14. ↑  (fr + en) Collectif (sous la direction de Bastian Meiresonne), Thai Cinema / Le cinéma thaïlandais, Asiexpo Edition, 2006, 256 p. (ISBN 978-2-9528018-0-5), Le piratage en Thaïlande pages 236 à 244 par Tonghathai Suddee
15. ↑  Romain Blondeau, « Apichatpong Weerasethakul défend le piratage sur internet », sur lesinrocks.com, Les Inrockuptibles, 17 octobre 2011